# Boris Shtokolov
Borís Timoféievich Shtókolov (Борис Тимофеевич Штоколов) (19 de marzo de 1930 - 6 de enero de 2005) fue un famoso bajo lírico de la Unión Soviética.
Nació en Kuznetsk, óblast de Kémerovo, y en 1949 entró en el conservatorio de Sverdlovsk (Yekaterinburg) 
En 1950 ya era solista en el teatro de esa ciudad y en 1959 fue invitado a cantar en el Teatro Mariinsky de Leningrado donde fue bajo principal hasta 1985.
Sus grandes papeles fueron Ruslán, Don Basilio, Borís Godunov, Iván Susanin, Príncipe Gremin, Mefistofele, y otros.
Fue un destacado maestro de canto y en 1995 publicó su libro Luce, luce, mi estrella: cómo cantar.
En 1966 fue nombrado Artista de la Unión Soviética recibiendo otros premios estatales.